# Apparaat
In het algemeen is een apparaat een door mensen vervaardigd voorwerp dat bestaat uit mechanische, elektrische en/of elektronische onderdelen. De betekenis van de term apparaat kan variëren, afhankelijk van het vakgebied waarin het wordt gebruikt.

## Mechanica en elektronica
Bij werktuigen is een apparaat een samenstelsel van diverse onderdelen.
- Voor fitness kunnen thuis of in sportscholen ook apparaten gebruikt worden.
- Huishoudelijke apparaten worden in huis gebruikt. Verwant aan de Engelse term appliances, als in kitchen appliances In de wereld van de informatietechnologie  wordt de term appliance gebruikt om te verwijzen naar IT-apparatuur die net zo eenvoudig werkt als huishoudelijke apparaten, waarmee bedoeld wordt dat de stekker in het stopcontact steken voldoende is.
- Vaak gebruikt als 'network appliance', waarmee een apparaat bedoeld wordt dat in het IT-netwerk gehangen kan worden, bijvoorbeeld een bestandsserver, router, webserver of digitaal archief.

Naar grootte gebruikt men wel termen als handapparaat (in één hand te houden, waarbij men eventueel voor de bediening of met het gebruik samenhangende handelingen ook de andere hand gebruikt; bijvoorbeeld een elektronisch handapparaat (mobiele telefoon, smartphone, kleine e-bookreader), een handmixer, een handwapen), een schootapparaat ('laptop'), een bureauapparaat (dat op een tafelblad staat, 'desktop'), een tafelmodel (staand op de grond met de hoogte van een tafel) en grotere apparaten.

## Biologie
In de biologie is een apparaat of orgaanstelsel het samenstel van organen dat een bepaalde functie vervult.

## Organisatie
Bij organisaties wordt de hele organisatie of een deel van de organisatie soms een apparaat genoemd, met als onderdelen de personen en hulpmiddelen die nodig zijn voor het doen functioneren van een instelling of het verrichten van een taak.

## Filologie
In de filologie en tekstkritiek is het apparaat het geheel van voetnoten met ten eerste een verantwoording van de keuzes van verschillende handschriftelijke lezingen en ten tweede verklaring en toelichting op de tekst zelf.

### Voorbeelden
Bij de tekst van de Hebreeuwse Bijbel staan in uitgave van de Biblia Hebraica Stuttgartensia in de marge ook nog de aantekeningen van de Masoreten. In het geval van de Talmoed komen bij de tekst nog de commentaren die daarbij zijn afgedrukt. Ook de tekstedities van middeleeuwse teksten in de edities van de Monumenta Germaniae Historica hebben een meervoudig apparaat.